# Найдин, Григорий Николаевич
Григорий Николаевич На́йдин (18 ноября 1917, с. Салтыково, Курская губерния — 10 декабря 1977, Бердичев, Житомирская область) — советский офицер, танкист, участник Великой Отечественной войны, Герой Советского Союза (3 июня 1944).
Согласно тексту изложенному в его наградном листе, считается, что 23 июня 1941 года из засады подбил 12 танков передового отряда 7-й танковой дивизии противника, двигавшихся в колонне. Когда противник повернул на другую дорогу, Найдин сменил позицию и подбил ещё три танка.

## Биография
Родился 18 ноября 1917 года в селе Салтыково (ныне город Губкин Белгородской области) в крестьянской семье. Русский. Окончил 9 классов, школу механизаторов, работал в МТС Старооскольского района Курской области (ныне Белгородской области).
В РККА с 1938 года. Член ВКП(б)/КПСС с 1940 года.
Участник Великой Отечественной войны с июня 1941 года.
Согласно тексту изложенному в его наградном листе, 23 июня 1941 года командир танка 9-го танкового полка (5-я танковая дивизия, Западный фронт) сержант Г. Н. Найдин совершил подвиг у местечка Рудишкес (ныне посёлок городского типа Тракайского района Литвы) в 20 км юго-западнее Вильно (ныне город Вильнюс). Танк сержанта Г. Н. Найдина находился в засаде у шоссейной дороги. Когда колонна из 12-ти танков и 10-ти противотанковых орудий противника втянулась на дорогу, проходящую по болоту, первым выстрелом Найдин разбил головной танк. Вторым выстрелом он уничтожил последний в колонне танк. Колонна оказалась «запертой» с обеих сторон, она не могла проскочить ни вперёд, ни назад. Воспользовавшись замешательством, а потом и начавшейся паникой, экипаж Григория Найдина продолжал расстреливать танки и орудия противника. Сержант понимал, что теперь самое важное в том, чтобы не дать врагу опомниться. Танкисты развили такой высокий темп огня, что немцы не смогли оказать организованного сопротивления. В считанные минуты Г. Н. Найдин с заряжающим Копытовым разгромил всю колонну, противник потерял все 12 танков и 10 орудий, а также около пятидесяти солдат и офицеров убитыми. Вслед за разгромленной колонной появилась новая группа танков. Увидев горящие машины, немцы свернули на другую дорогу. Григорий зная, куда она ведёт, быстро сменил позицию. Затаившись в новой засаде, он дождался появления новой группы немецких танков и открыл огонь. Потеряв три машины, немцы уклонились от продолжения боя. Покинул засаду и БТ Найдина. В итоге одного боевого выхода Григорий Найдин подбил на лёгком БТ целых 15 танков врага!
Странным и примечательным является тот факт, что почему-то только в 1943 году бывший командир 5-й танковой дивизии полковник Ф. Ф. Фёдоров написал представление Г. Н. Найдина к высокому званию. И лишь 3 июня 1944 года, за подвиг совершённый в бою 23 июня 1941, Найдину Григорию Николаевичу Указом Президиума Верховного Совета СССР было присвоено звание Героя Советского Союза с вручением ордена Ленина и медали «Золотая Звезда» (№ 3685).
В 1942 году танкист окончил Челябинское танковое училище. Лейтенант Г. Н. Найдин воевал в 103-м отдельном танковом батальоне в составе 11-й армии Северо-Западного фронта. Дважды ранен.
После войны продолжал службу в Вооружённых Силах СССР. В 1949 году окончил Военную академию бронетанковых и механизированных войск. С 1966 года полковник Г. Н. Найдин — в запасе.
Жил в городе Бердичев Житомирской области (ныне Украина).
Умер 10 декабря 1977 года. Похоронен на общегородском кладбище в Бердичеве.

## Награды
- Медаль «Золотая Звезда» № 3685 Героя Советского Союза (3 июня 1944);
- орден Ленина (3 июня 1944);
- орден Красной Звезды;
- медали.